# Ню1 Стрільця
Ню¹ Стрільця (ν¹ Стрілець, скорочено Nu¹ Sgr, ν¹ Sgr) — потрійна зоряна система  приблизно за 1100 світлових років від Землі. Її три компоненти позначаються як Nu¹ Sagittarii A (офіційна назва Ainalrami [ɛnəlˈreɪmi], традиційна назва системи), B і C. A і B самі утворюють спектроскопічну подвійну систему. Система знаходиться на 0,11 градуса на північ від екліптики.

## Номенклатура
ν¹ Стрільця (лат. Nu¹ Sagittarii) — це позначення системи Байєра.
Ню¹ і Ню² Стрільця (разом позначений Nu Sagittarii) носили традиційну назву Айн аль-Рамі, що походить від арабського عين الرامي ʽain al-rāmī, що означає «око лучника». У 2016 році IAU організував робочу групу з імен зірок (WGSN) для каталогізації та стандартизації власних імен для зірок. WGSN вирішила приписувати власні назви окремим зіркам, а не цілим системам. Він схвалив назву Ainalrami для компонента Nu¹ Sagittarii A 5 вересня 2017 року, і тепер він включений до списку схвалених IAU імен зірок.
Ню¹ і Ню² Стрільця, разом із Тау Стрільця, Псі Стрільця, Омегою Стрільця, 60 Стрільця і Дзетою Стрільця були Аль-Удхій, Страусиним гніздом. 

## Властивості
Ню¹ Стрільця A — яскравий гігант спектрального типу K1, який має видиму зоряну величину +4,86. Це мікрозмінна з частотою 0,43398 циклів на день і амплітудою 0,0078 величини. У 1982 році було виявлено, що він має більш гарячого супутника, Nu¹ Стрільця B, швидко обертову зірку типу B9.  Парна орбіта обертається з періодом приблизно 370 днів. Супутник із величиною +11,2, компонент C, обертається далі на орбіті на 2,5 кутових секунди від основного. 